# 지나유
지나유(본명: 유지나, 1992년 12월 6일 ~ )는 대한민국의 가수, 前 래퍼이다.

## 학력
- 추계예술대학교 실용음악학과 휴학중

## 경력
- 2016년 유엔 사무국 유치 홍보대사
- 2017년 청양 천장호 출렁다리 앞. 지나유 - 물길백리 꽃길백리 '노래비' 제막
- 2017년 청양군 홍보대사
- 2023.06.21. ~ 트로트 가수 축구단 《FC트롯퀸즈》 선수

## 데뷔
- 2015년 싱글 앨범 '오빤용'

## 음반
- 2014년 배드키즈 싱글 1집 귓방망이 발매
- 2014년 배드키즈 싱글 2집 바밤바 발매
- 2015년 오빤용 발매
- 2015년 별난 며느리 OST Part 2 발매
- 2016년 짝짝짝 발매
- 2016년 꽃비 발매
- 2016년 꽃비(New Ver.) 발매
- 2016년 물길백리 꽃길백리 발매
- 2017년 사랑아 반갑다 발매
- 2018년 백만불 발매

## 가족 관계
- 아버지 : 유호은
- 어머니 : 조현주
- 첫째언니 : 유안나
- 셋째언니 : 유지윤

## 방송
- 2018년 KBS2 《인간극장》
- 2018년 JTBC 《히든싱어》 - 홍진영 편
- 2019년 tvN 《쇼! 오디오자키》
- 2023년 TV조선 《미스트롯3》(출연확정)